# Crittercam
Eine Crittercam (von englisch: critter für „Kreatur“, „Viech“ und cam, kurz für „Kamera“) ist eine kleine Kamera, welche über einen bestimmten Zeitraum an einem Tier befestigt wird, um so Einblicke in das Lebensverhalten dieser Art zu bekommen.
Insbesondere da sich die Tiere ungestört fühlen, weil kein Kamerateam oder Forscher anwesend sind, sind so deutlich tiefere Einblicke in das Artverhalten möglich.
Während der Dauer der Befestigung zeichnen Crittercams fortlaufend die Umgebung des Tieres (meist ihr Sichtfeld) auf. Beuteverhalten, Nachwuchspflege, Revierkämpfe, Rudel- und Streunverhalten sind so hautnah mitzuerleben.
Crittercams müssen gehobenen Anforderungen entsprechen, um einen Dauereinsatz in der Wildbahn zu gewährleisten. Dazu gehört vor allem Wasser- und Stoßfestigkeit, bei aktuellen Versionen auch ein digitaler Bildstabilisator, um die Eigenbewegungen des Tieres und das damit einhergehende "Bildruckeln" abzudämpfen.
Crittercams werden an Tieren mit kurzhaarigen Fellen (z. B. Robben) zumeist mit einem 2-Komponenten-Kleber befestigt. Sie lösen sich dann von selbst nach einiger Zeit ab und können per GPS-Ortung eingesammelt werden.
Bei Bären und anderen Tieren mit langhaarigen Fellen ist die Klebebefestigung jedoch zu unzuverlässig. Man greift hier zumeist auf eine Gurtbefestigung zurück. Daher müssen diese Tiere auch zur Entfernung der Crittercam eingefangen und betäubt werden.
Bei Tieren mit glatter Haut (z. B. Walen) ist auch eine Befestigung per Saugnapf möglich.